# Thomas Vanek
Thomas Vanek (født d. 19. januar 1984 i Baden bei Wien, Østrig) er en østrigsk ishockeyspiller der spiller for Minnesota Wild i NHL. Hans foretrukne position på isen er venstre wing. Vaneks forældre emigrerede fra Tjekkoslovakiet til Østrig i 1982. Vanek blev draftet af Buffalo i første runde som nr. 5 i alt i 2003, hvilket gør ham til den højest draftede østriger nogensinde.
Vanek har spillet i USA siden 1999 og spillede bl.a. 2 sæsoner for University of Minnesota. 

## NHL
Thomas Vanek har spillet i NHL siden sæsonen 2005-06. Sit endelige gennembrud fik han i sæsonen 2006-07 hvor han scorede 43 mål og lavede i alt 84 points. Han sluttede sæsonen med en plus/minus statistik på +47 og vandt dermed NHL Plus/Minus Award for den bedste plus/minus statistik.
Den 6. juli 2007 underskrev Vanek som var en såkaldt Restricted Free Agent en 7-årig kontrakt med Edmonton Oilers på i alt 50 millioner USD. Buffalo havde herefter ret til enten at matche Edmontons kontrakt eller modtage en kompensation på Edmontons første runde draft-valg i 2008, 2009, 2010 og 2011. Man valgte at matche Edmontons tilbud og Vanek har dermed en 7-årig kontrakt med Buffalo Sabres. Kontrakten er udformet på en sådan måde at Vanek får flest penge i de første år af kontrakten og han vil således tjene 10 millioner USD i sæsonen 2007-08. Dette gør ham til den bedst betalte spiller i NHL sammen med Scott Gomez og Vaneks tidligere holdkammerat hos Sabres, Daniel Brière.

## Statstik
| 1999-00    | Sioux Falls Stampede | USHL       | 35  | 15  | 18 | 33  | 12  | 3  | 0 | 1 | 1  | 8  |
| 2000-01    | Sioux Falls Stampede | USHL       | 20  | 19  | 10 | 29  | 15  | 8  | 5 | 4 | 9  | 2  |
| 2001-02    | Sioux Falls Stampede | USHL       | 53  | 46  | 45 | 91  | 54  | 3  | 0 | 0 | 0  | 9  |
| 2002-03    | U. of Minnesota      | NCAA       | 45  | 31  | 31 | 62  | 60  | -  | - | - | -  | -  |
| 2003-04    | U. of Minnesota      | NCAA       | 38  | 26  | 25 | 51  | 72  | -  | - | - | -  | -  |
| 2004-05    | Rochester Americans  | AHL        | 74  | 42  | 26 | 68  | 62  | 5  | 2 | 3 | 5  | 10 |
| 2005-06    | Buffalo Sabres       | NHL        | 81  | 25  | 23 | 48  | 72  | 10 | 2 | 0 | 2  | 6  |
| 2006-07    | Buffalo Sabres       | NHL        | 82  | 43  | 41 | 84  | 40  | 16 | 6 | 4 | 10 | 10 |
| 2007-08    | Buffalo Sabres       | NHL        | 82  | 36  | 28 | 64  | 64  | -  | - | - | -  | -  |
| 2008-09    | Buffalo Sabres       | NHL        | 73  | 40  | 24 | 64  | 44  | -  | - | - | -  | -  |
| USHL total | USHL total           | USHL total | 108 | 70  | 73 | 151 | 81  | 14 | 5 | 5 | 10 | 19 |
| NHL total  | NHL total            | NHL total  | 245 | 104 | 92 | 196 | 176 | 26 | 8 | 4 | 12 | 16 |